# Action Pact (album)
Action Pact è il settimo album in studio del gruppo rock canadese Sloan, pubblicato nel 2003.

## Tracce
1. Gimme That – 2:39
2. Live On – 3:11
3. Backstabbin' – 2:51
4. The Rest of My Life – 2:45
5. False Alarm – 3:47
6. Nothing Lasts Forever Anymore – 3:18
7. Hollow Head – 3:37
8. Ready for You – 2:07
9. I Was Wrong – 2:52
10. Who Loves Life More? – 3:26
11. Reach Out – 3:28
12. Fade Away – 4:46